# Sibylla Rubens
Sibylla Rubens (* 1970) ist eine deutsche Sängerin klassischer Musik in der Stimmlage Sopran.

## Leben
Sibylla Rubens studierte Konzert- und Operngesang an der Staatlichen Musikhochschule Trossingen und an der Hochschule für Musik und Darstellende Kunst Frankfurt am Main. Außerdem war sie Mitglied der Meisterklasse für Liedgestaltung von Irwin Gage und absolvierte weitere Meisterkurse bei  Edith Mathis und Elsa Cavelti.
Rubens arbeitete mit Dirigenten wie Helmuth Rilling, Michael Gielen, Rudolf Lutz und Philippe Herreweghe sowie den Berliner Philharmonikern, Münchner Philharmonikern, der Sächsischen Staatskapelle Dresden, der Gächinger Kantorei Stuttgart, der J. S. Bach-Stiftung sowie dem Windsbacher Knabenchor zusammen und wirkte bei nahezu 100 Musikproduktionen mit.
Im Jahr 2007 wurde Rubens in das Direktorium der Neuen Bachgesellschaft in Leipzig berufen. Des Weiteren gab sie  Meisterkurse  beim Oberstdorfer Musiksommer sowie in der Thüringer Landesmusikakademie Sondershausen. Seit  2012 ist sie Jurorin beim Internationalen Johann-Sebastian-Bach-Wettbewerb in Leipzig.
Rubens wohnt in Tübingen.

## Diskografie (Auswahl)
DVD
- Johann Sebastian Bach: Laß, Fürstin, laß noch einen Strahl. Kantate BWV 198. Rudolf Lutz, Chor und Orchester der J. S. Bach-Stiftung, Sibylla Rubens (Sopran), Annekathrin Laabs (Alt), Bernhard Berchtold (Tenor), Manuel Walser (Bass). Samt Einführungsworkshop sowie Reflexion von Andreas Urweider. Gallus Media, 2016.[5]
- Johann Sebastian Bach: Was Gott tut, das ist wohlgetan. Kantate BWV 98. Rudolf Lutz, Chor und Orchester der J. S. Bach-Stiftung, Sibylla Rubens (Sopran), Jan Börner (Altus), Daniel Johannsen (Tenor), Markus Volpert (Bass). Samt Einführungsworkshop sowie Reflexion von Tilmann Moser. Gallus Media, 2016.[6]
- Johann Sebastian Bach: Jauchzet Gott in allen Landen. Kantate BWV 51. Sibylla Rubens (Sopran), Orchester der J. S. Bach-Stiftung, Rudolf Lutz. Samt Einführungsworkshop sowie Reflexion von Adolf Muschg. Gallus Media, 2017.[7]
- Johann Sebastian Bach: Ich hab in Gottes Herz und Sinn. Kantate BWV 92. Sibylla Rubens (Sopran), Alexandra Rawohl (Alt), Julius Pfeifer (Tenor), Peter Harvey (Bass); Chor und Orchester der J. S. Bach-Stiftung, Rudolf Lutz (Leitung). Samt Einführungsworkshop sowie Reflexion von Andreas Köhler. Gallus Media, 2017.[8]